# Musée d'Art et d'Histoire Alfred-Douët
Le musée d'Art et d'Histoire Alfred-Douët est un musée français situé à Saint-Flour, dans le département du Cantal.

## Histoire
À partir de 1914, Alfred Douët entreprend un processus de restauration de l'ancienne maison consulaire de Saint-Flour. Il procède à l'acquisition des bâtiments entre 1914 et 1928, obtient leur classement au titre des monuments historiques le 30 avril 1928, et initie leur réfection au début des années 1930. Alfred Douët entreprend également la constitution de collections d'œuvres d'art pour redonner au monument sa splendeur d'antan. En 1948, alors que le projet atteint son achèvement, il rédige son testament, léguant à la Caisse d'épargne de Saint-Flour la maison consulaire et toutes les collections qu'elle renferme, avec la charge d'en faire un musée portant son nom.
Alfred Douët décède en 1952, mais il faudra attendre le 6 mai 1968 pour que le musée ouvre ses portes au public, la veuve du donateur conservant l'usufruit de l'immeuble. À partir de 1988, la Caisse d'épargne signe une convention confiant à la ville de Saint-Flour l'exploitation commerciale de l'établissement. En 2002, pour faciliter la gestion de son patrimoine, la Caisse d'épargne crée la Fondation Caisse d'Épargne d'Auvergne pour l'art et la culture, chargée notamment de mener à bien un projet de développement à long terme pour l'établissement. En 2023, la Fondation Caisse d'Épargne d'Auvergne et du Limousin pour l'art et la culture, en étroite collaboration avec la ville de Saint-Flour, est responsable du musée,.

## Description
Doté d'une collection de près de 5 000 œuvres, le musée expose une variété de peintures issues des écoles françaises, italiennes et flamandes, ainsi que des sculptures couvrant la période du XVe au XIXe siècle. La collection comprend notamment de l'orfèvrerie médiévale, des émaux de la Renaissance, des faïences (İznik, Rouen, Moustiers...), des tapisseries des Flandres et d'Aubusson, ainsi que des armes et des meubles précieux.

## Label
En 2002, le musée a obtenu le label de Musée de France.

## Animations
Chaque premier dimanche de chaque mois tout au long de l'année, une animation gratuite et unique est proposée.

## Galerie

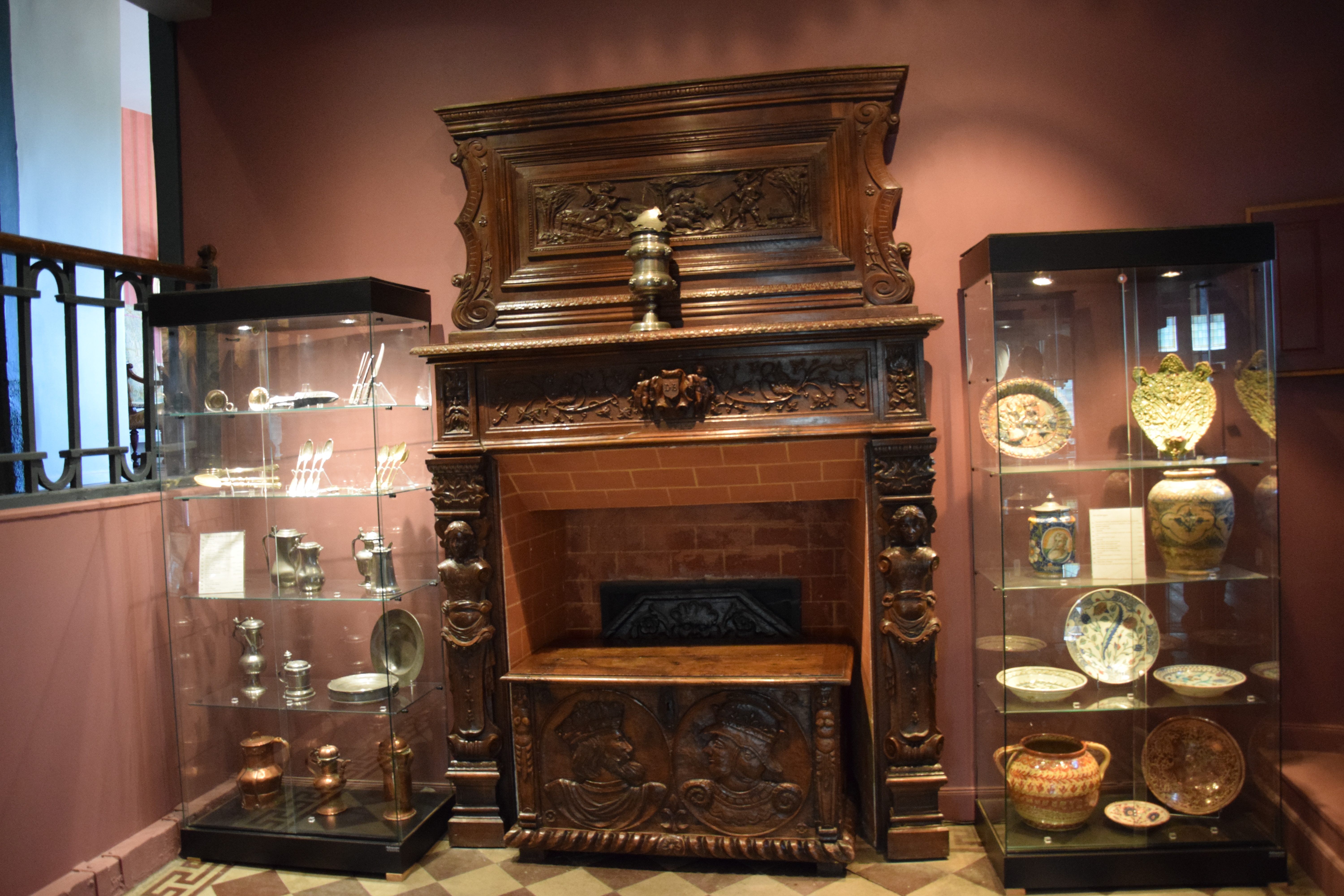
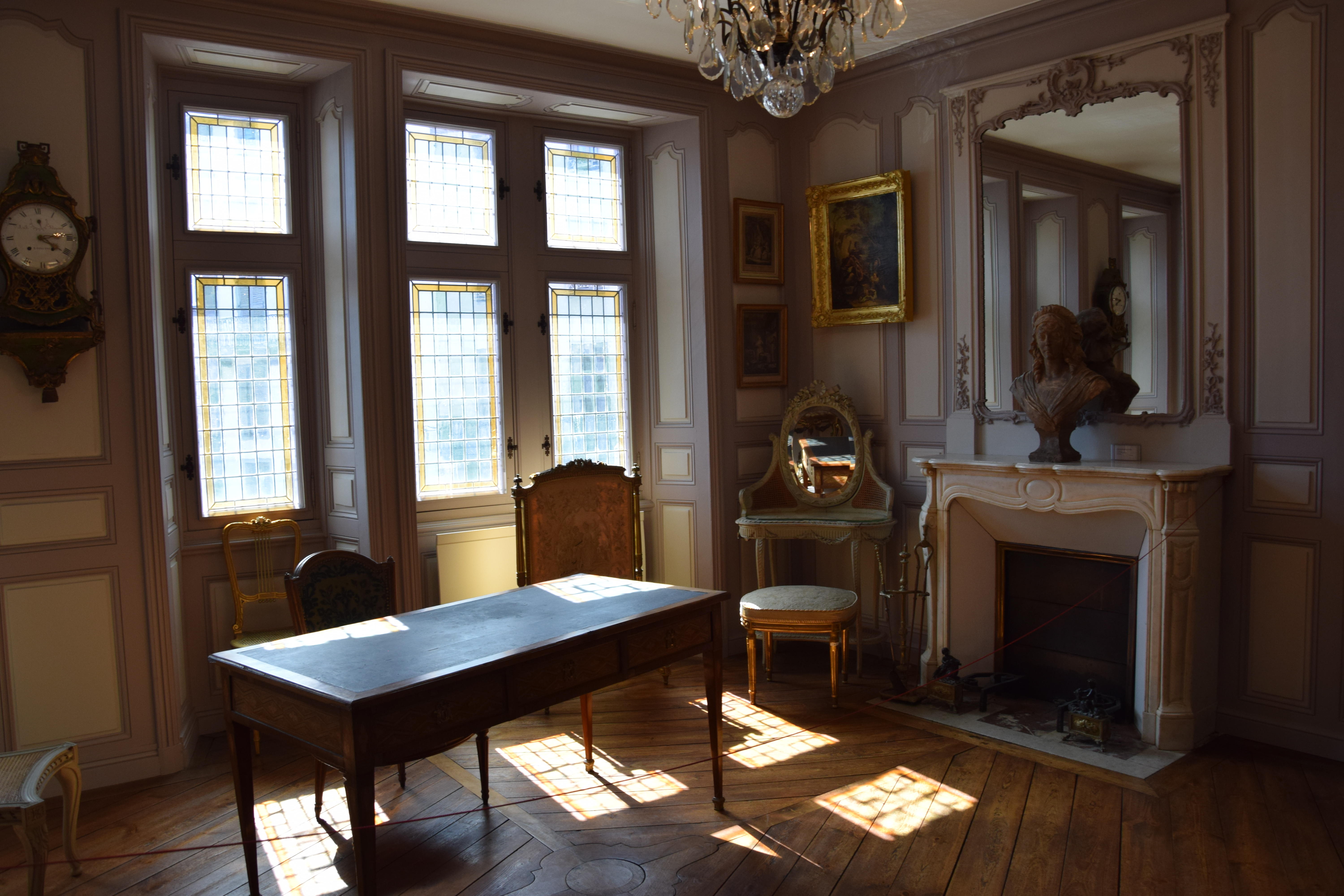
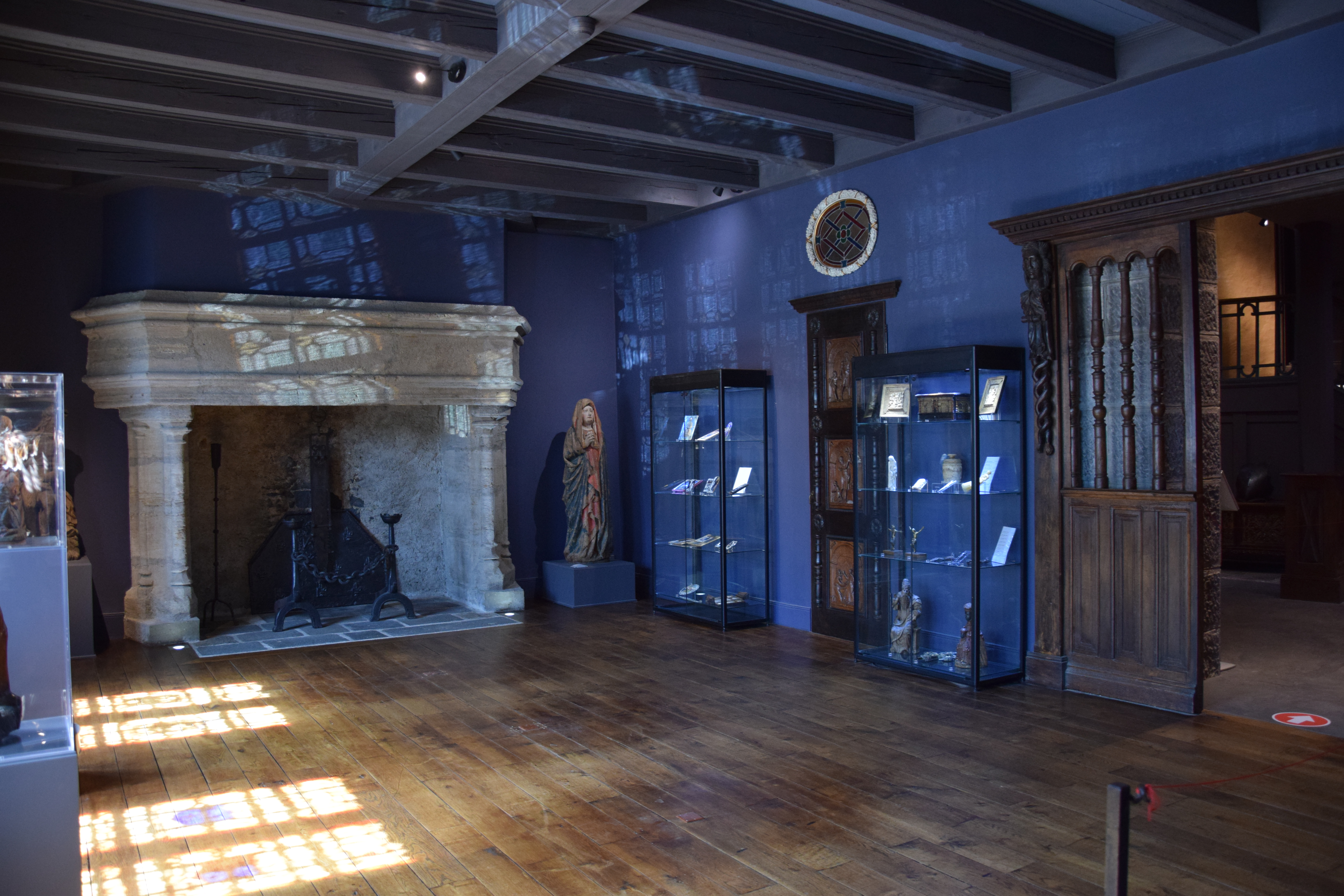
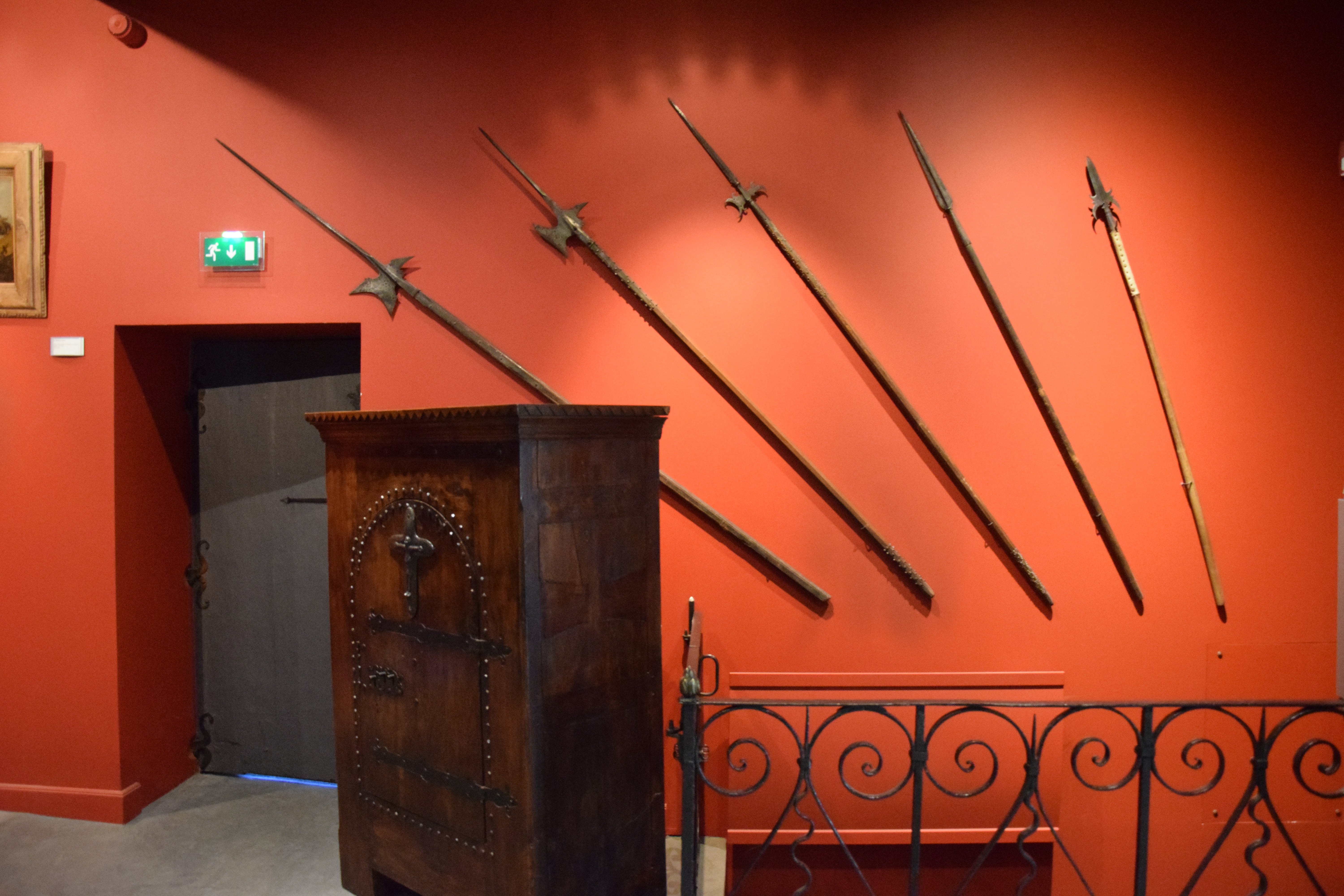
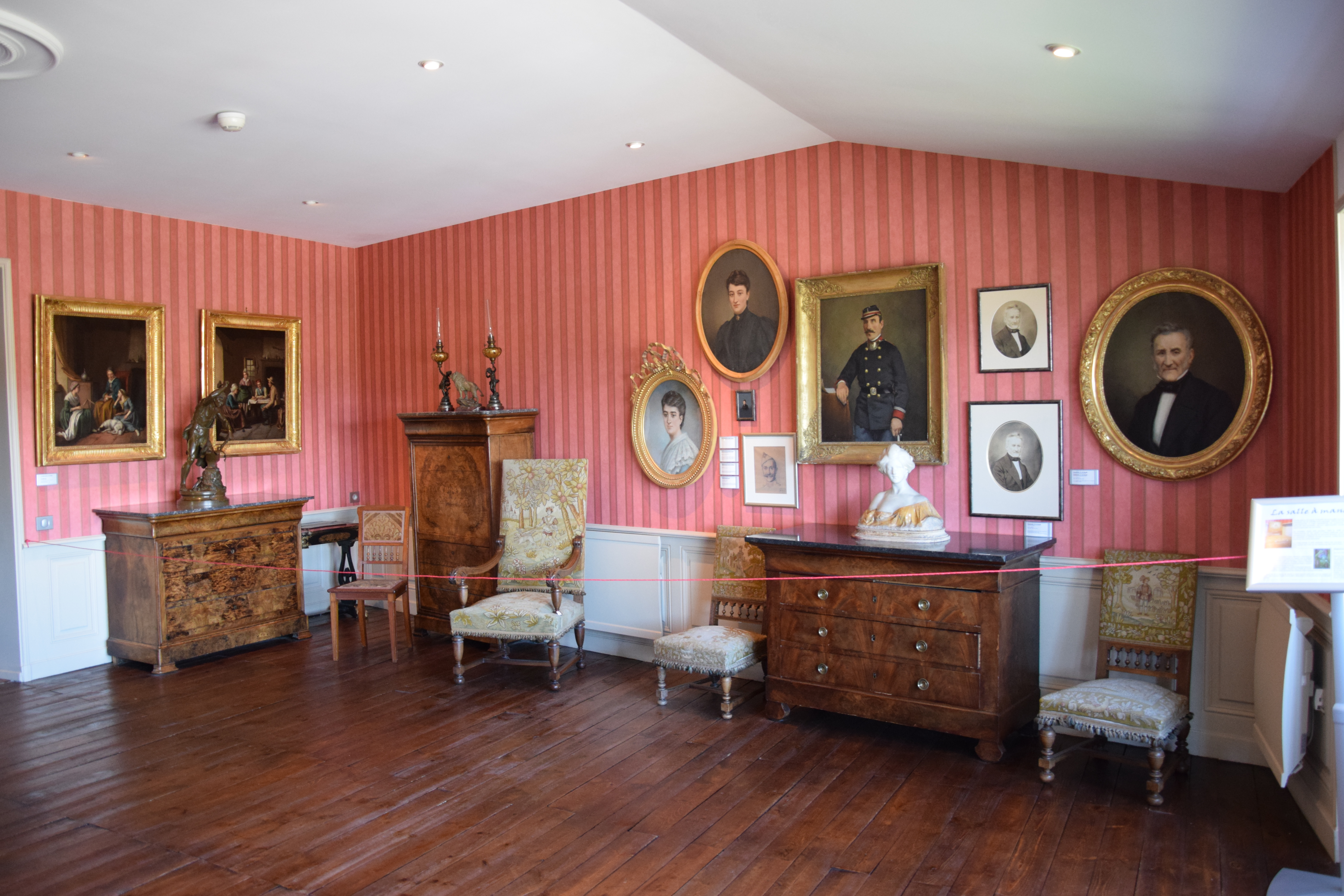
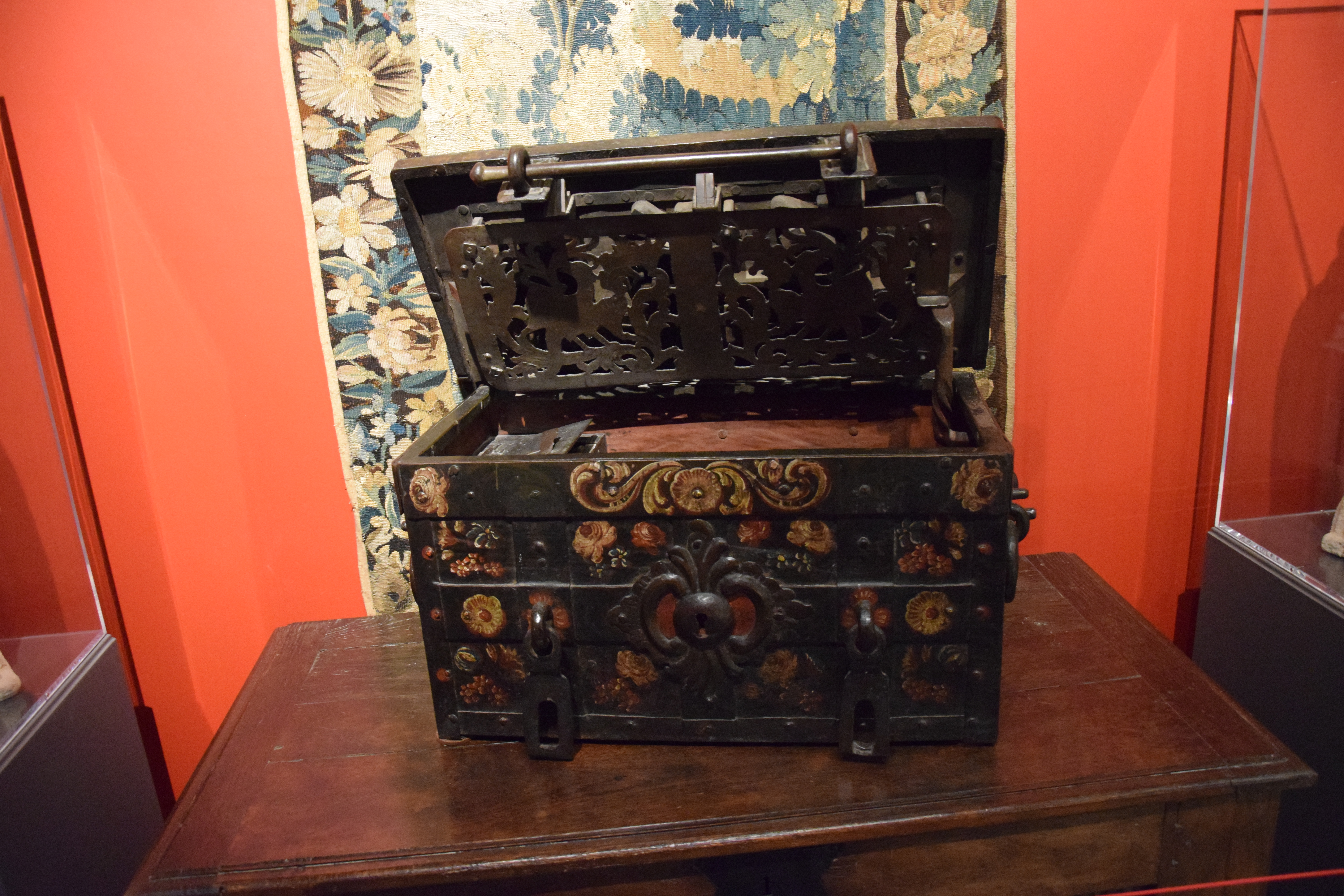
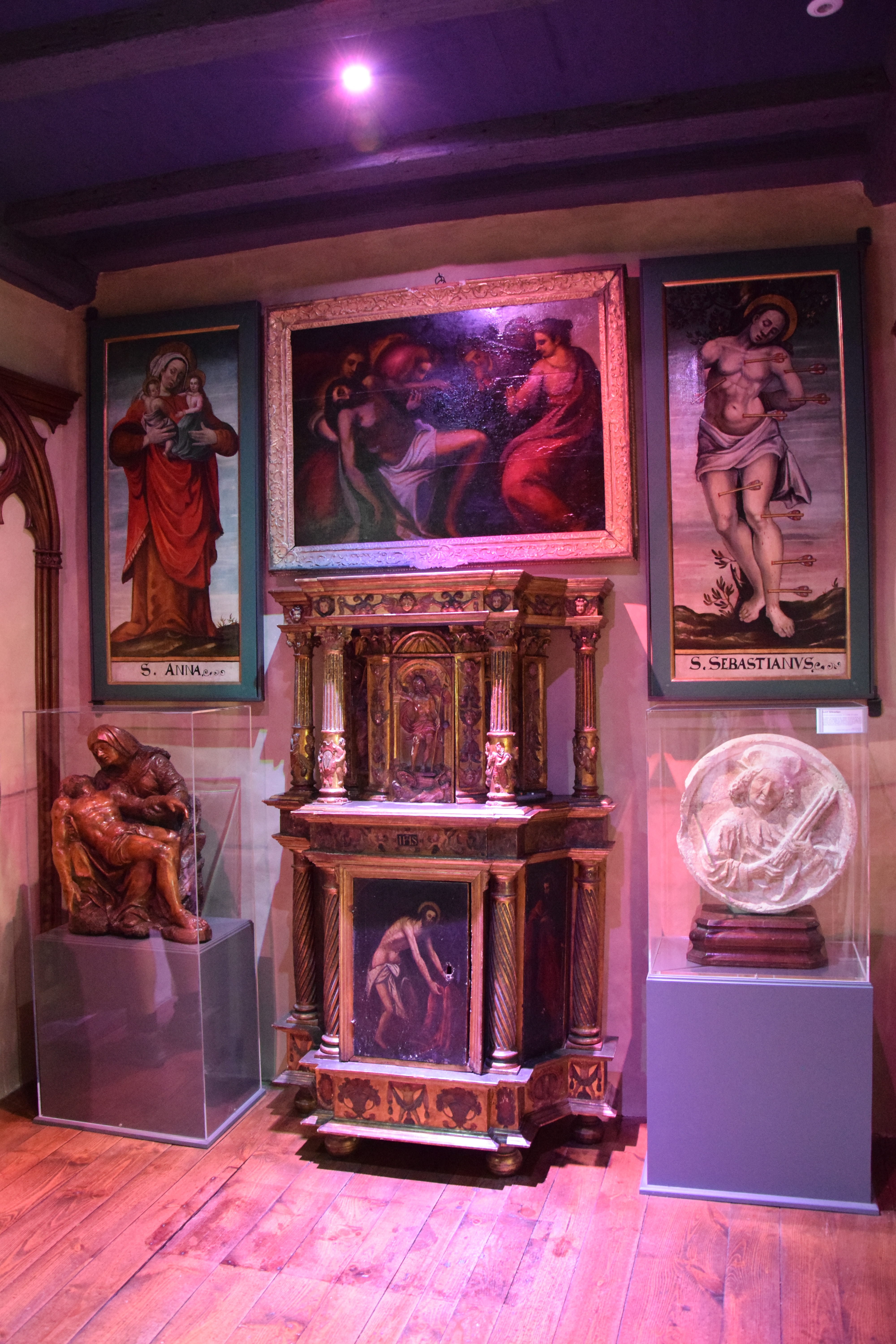
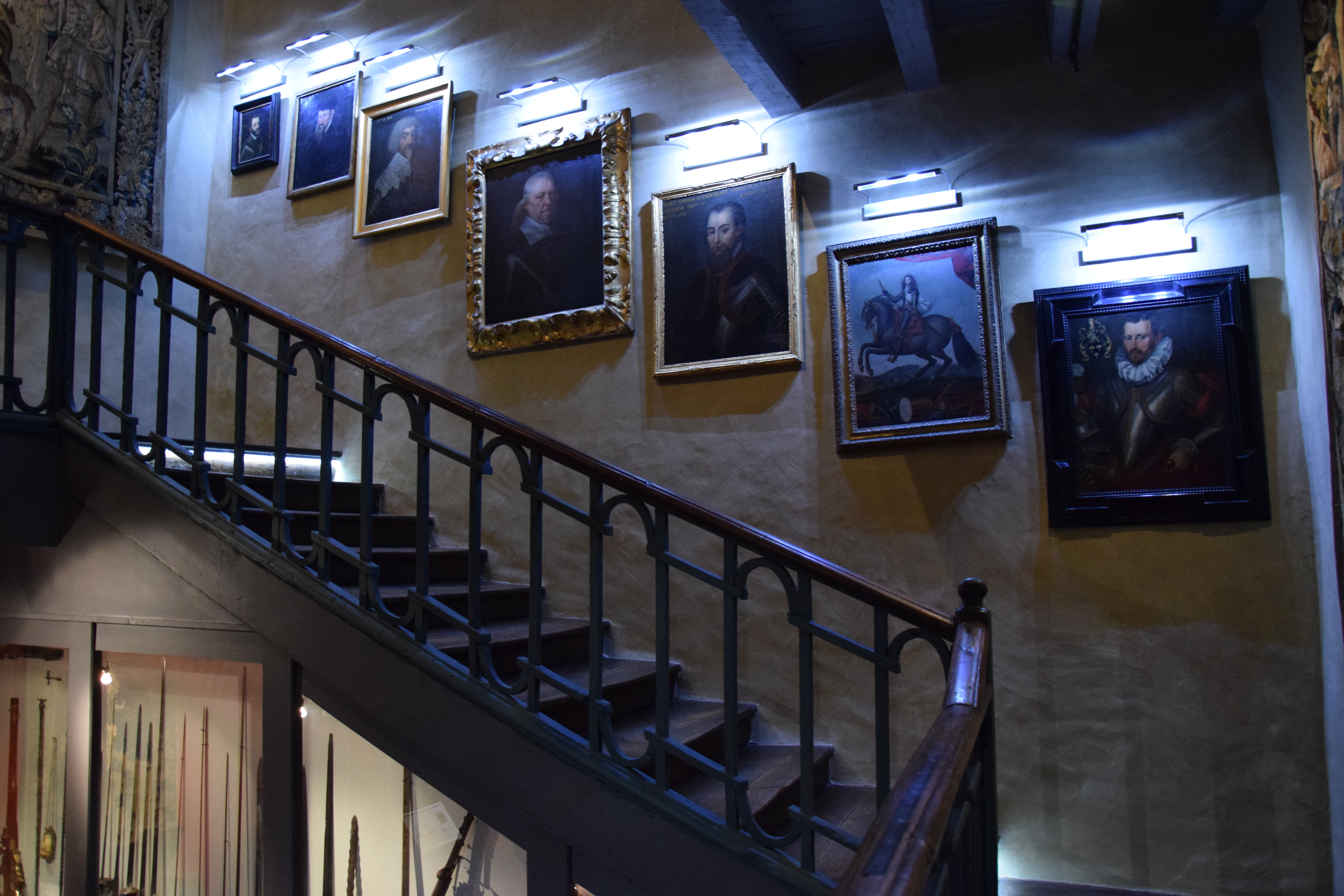
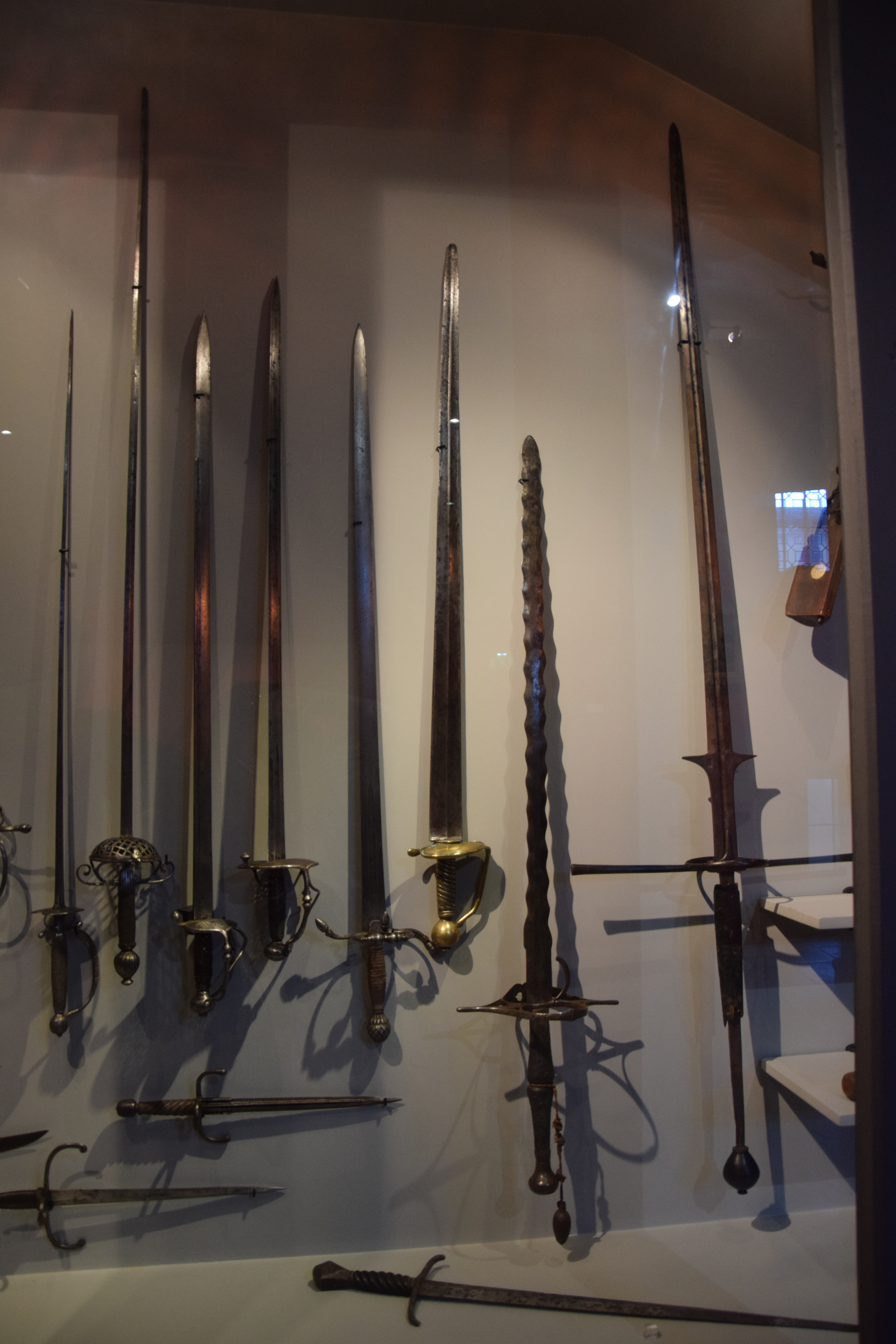
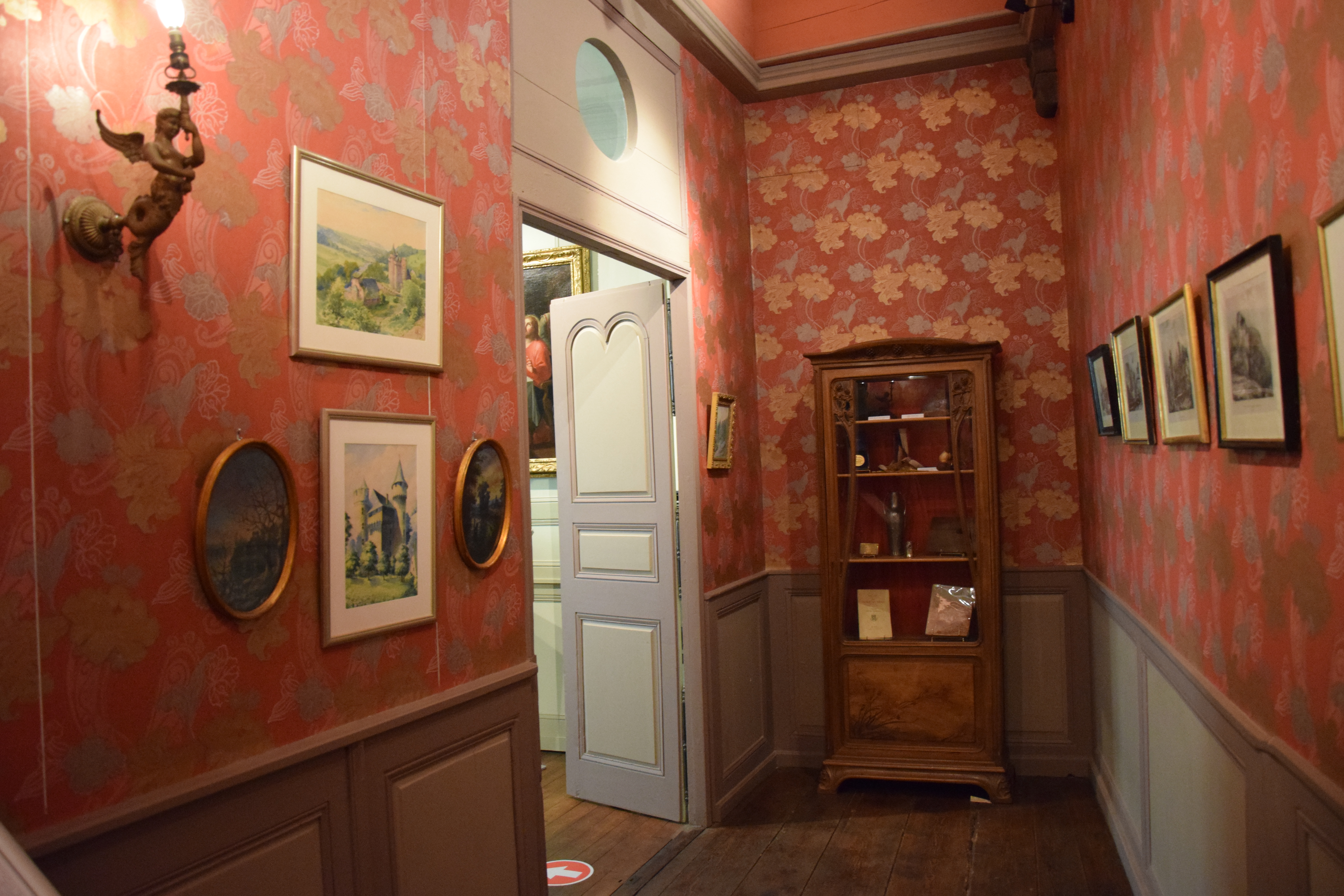

## Fréquentation
| 2001  | 2002  | 2003  | 2004  | 2005  | 2006  |
| ----- | ----- | ----- | ----- | ----- | ----- |
| 6 316 | 6 853 | 3 427 | 3 920 | 5 311 | 3 235 |
| 2007  | 2008  | 2009  | 2010  | 2011  | 2012  |
| 3 191 | 3 610 | 3 111 | 2 605 | 2 728 | 2 141 |
| 2013  | 2014  | 2015  | 2016  | 2017  | 2018  |
| 2 533 | 2 286 | 2 035 | 2 631 | 3 031 | 4 077 |
| 2019  |       |       |       |       |       |
| 4 088 |       |       |       |       |       |